# Polskie Stwolno
Polskie Stwolno – wieś w Polsce położona w województwie kujawsko-pomorskim, w powiecie świeckim, w gminie Dragacz.
W latach 1975–1998 miejscowość administracyjnie należała do województwa bydgoskiego.